# Troglodicus tridentifer
Troglodicus tridentifer är en mångfotingart som beskrevs av Gulicka 1967. Troglodicus tridentifer ingår i släktet Troglodicus och familjen Anthroleucosomatidae. Inga underarter finns listade i Catalogue of Life.